# Карасуський сільський округ (Амангельдинський район)
Карасу́ський сільський округ (каз. Қарасу ауылдық округі, рос. Карасуский сельский округ) — адміністративна одиниця у складі Амангельдинського району Костанайської області Казахстану. Адміністративний центр — село Карасу.
Населення — 947 осіб (2021; 1342 у 2009, 1787 у 1999, 1840 у 1989).
Станом на 1989 рік існувала Єнбекшинська сільська рада (села Агайдар, Бестобе, Єсенбаєво, Карасу, Кемер), село Чкалово перебувало у складі Шакпацької сільської ради. Після 1999 року село Кемер увійшло до складу Єсірського сільського округу, а до складу Карасуського сільського округу передано село імені Абу Сиздикова Амантогайського сільського округу. Село Бестобе було ліквідоване 2013 року.

## Склад
До складу округу входять такі населені пункти:
| Населений пункт           | Старі назви | Населення, осіб (1989) | Населення, осіб (1999) | Населення, осіб (2009) | Населення, осіб (2021) |
| ------------------------- | ----------- | ---------------------- | ---------------------- | ---------------------- | ---------------------- |
| Агайдар, село             | -           | 171                    | 124                    | 110                    | 49                     |
| Бестобе, село             | -           | 99                     | 33                     | 2                      | -                      |
| Єсенбаєв, село            | Єсенбаєво   | 277                    | 127                    | 75                     | 75                     |
| імені Абу Сиздикова, село | Чкалово     | 176                    | 107                    | 79                     | 53                     |
| Карасу, село              | -           | 1117                   | 1396                   | 1076                   | 770                    |